# Sphaeronycteris toxophyllum
Sphaeronycteris toxophyllum é uma espécie de morcego da família Phyllostomidae. É a única espécie descrita para o gênero Sphaeronycteris. Pode ser encontrada na Colômbia, Venezuela, Brasil, Equador, Peru e Bolívia, principalmente em áreas de floresta amazônica.

## Descrição
Indivíduos da espécie são pequenos, com o comprimento total do corpo entre 52 e 63 milímetros. A cor da pelagem é acinzentada, sendo cinza-amarronzada nas regiões posteriores, se tornando mais clara na região anterior. Há um par de manchas brancas nos ombros e outro par abaixo das orelhas. A cabeça é redonda, o focinho é pouco piloso e a boca é larga. Os olhos têm uma aparência "esbugalhada". As orelhas são triangulares, amareladas e há um trago pequeno. A estrutura mais conspícua, no entanto, é a "viseira", que dá o nome da espécie em inglês de "visored bat", uma estrutura não encontrada em nenhum outro morcego. 

## Distribuição e hábitat
A espécie ocorre na Venezuela, no leste da Colômbia, leste do Equador e Peru, na região amazônica dos três países. Ocorre também no oeste da amazônia no Brasil e no norte da Bolívia.  Ocorrem desde áreas de floresta amazônica de terras baixas, ao nível do mar, até florestas montanas no sopé dos Andes, a cerca de 3000 metros de altitude. 